# Bo Gentili
Bo Rigo Gentili, född 13 maj 1947 i Malmö, är en svensk författare och bibliotekarie.
Gentili har givit ut tre diktsamlingar, tre samlingar med uppsatser eller essäer och en självbiografisk roman. Han har dessutom publicerat en lång rad artiklar, uppsatser och essäer i antologier, tidningar och tidskrifter. År 2007 mottog han ett pris för sitt författarskap från Samfundet De Nio.
Gentili är medlem i styrelsen för Danskt-Svenskt Författarsällskap samt i styrelsen för Hjalmar Gullberg-sällskapet.